# Johann Joseph Gassner
Johann Joseph Gassner (n. 22 august 1727, Braz, Vorarlberg – d. 4 aprilie 1779, Pondorf, actualmente Winklarn) a fost un cleric catolic și un exorcist celebru, precursor al hipnozei moderne.
Studiile și le face  la Praga și Innsbruck, după care, în 1750, este hirotonit preot, iar în mai, 1776, primește parohia din  Pondorf.

## Practica exorcistă
La câțiva ani după numirea sa la Klösterle, în Eparhia de Chur, Elveția (1758), sănătatea i s-a deteriorat în așa măsură încât nu mai putea să  slujească. După ce a fost consultat în zadar de mai multi medici, a ajuns la concluzia că problemele de sănătate s-ar datora influenței diavolului și a crezut că s-ar putea  vindeca apelând la practicile exorciste. Deoarece experimentul lui a fost încununat de succes, Gassner  a aplicat această metodă și la alții, astfel că faima lui a devenit așa de mare încât zeci de mii de bolnavi au venit la el din toate colțurile Europei, indiferent de religie sau confesiune.
Convingerea lui era ca nu toate bolile aveau cauze naturale, unele având cauze supranaturale. Pentru a afla dacă o boala are o cauză supranaturală sau nu, el a recurs la o probă. Poruncea spiritului să dea un semn prin care să-și manifeste prezența. Dacă se întâmpla lucrul acesta, recurgea la exorcism.
Gassner  și-a făcut  dușmani, dar și prieteni care l-au susținut. Unul dintre  adversari a fost  raționalistul Johannes Semler Halle. De asemenea, medicul Mesmer a susținut că metoda ar avea la bază magnetismul animal. Printre prietenii s-au numărat  Johann Kaspar Lavater, contele Fugger, Bishhop de Ratisbon.

## Critica vremii
Dacă toate bolile pe care acest preot le descrie și-ar avea originea în diavol, atunci ar trebui să ne luăm adio de la serviciile oferite de doctori.

## Legături externe
- Johann Joseph Gassner, Weise, Fromm Und Gesund Zu Leben